# Abaton
L’abaton (grec ancien : τὸ ἄϐατον / tò ábaton, « lieu où l’on ne doit pas marcher, saint, sacré, inviolable », neutre substantivé de l’adjectif  ἄϐατος / ábatos, « inaccessible, infranchissable ») ou parfois adyton (τὸ ἄδυτον (tò áduton), aussi neutre substantivé de l'adjectif du même sens, ἄδυτος, ádutos) est, dans le monde grec antique, une partie d’un temple ou d’un lieu consacré dont l’accès était interdit au profane. On retrouve des abatons dans l'Égypte antique ainsi que dans le christianisme orthodoxe. 

## Grèce antique

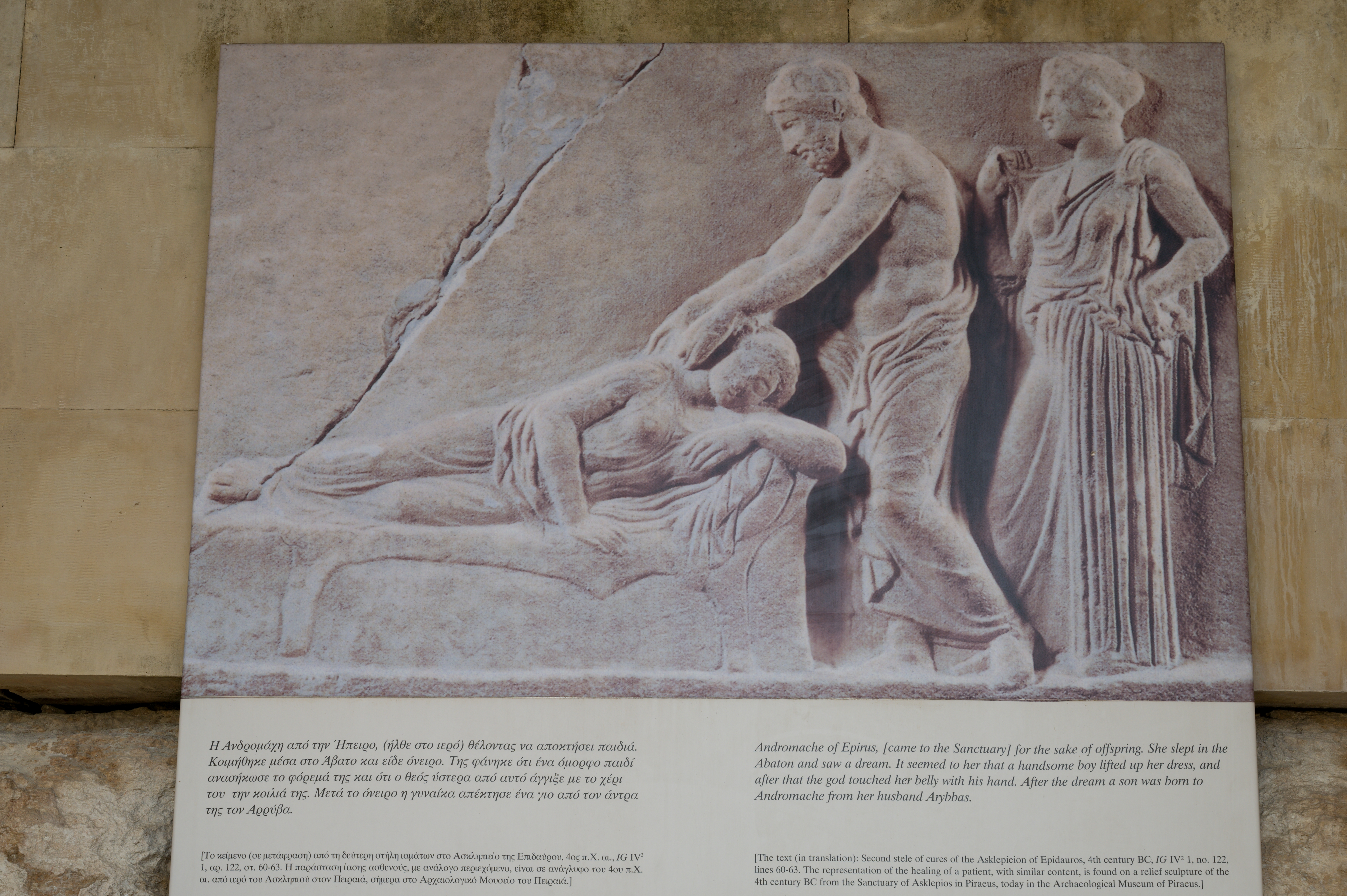
Stèle ex-voto, Épidaure, Le texte qui l'accompagnait dit: « Andromaque d’Épire [est venue au Sanctuaire] dans l’espoir d’avoir un enfant. Elle a dormi dans l’abaton, où elle a fait un rêve. Il lui semblait qu’un beau jeune homme soulevait son vêtement, après quoi le dieu toucha son ventre de sa main. Après son rêve, Andromaque a eu un fils de son mari Arybbbas. »

L'abaton est un bâtiment dont l'accès est réservé aux seuls desservants du culte. Toutefois, ce type d'espace était aussi utilisé dans les temples comme le sanctuaire d'Asclépios d'Epidaure. Son abaton servait au rite de guérison appelé incubation. Ainsi que l'explique René Ginouvès , « le malade devait dormir en un lieu spécialement aménagé du sanctuaire, appelé l'abaton, et attendre les rêves oraculaires que le dieu lui envoyait pendant la nuit; ces rêves, interprétés par les prêtres, lui donnaient directement la guérison, ou lui indiquaient les moyens de l'obtenir. »
On a retrouvé des abatons dans l'Asclépieion de Corinthe ou dans l'Amphiaréion d'Oropos. On notera que ces bâtiments sont souvent liés à la pratique de l'iatromancie (qui combine médecine et divination) et à la proximité de sources, l'eau surgie de la terre étant considérée comme la manifestations des puissances  chtoniennes.

## Égypte antique
Dans l'Égypte antique, c'était un sanctuaire dans l'île de Biggeh, à côté de la première cataracte du Nil, près de l'ile de Philae. C'est dans ce sanctuaire qu'aurait été conservée la dépouille d'Osiris. La tombe serait cachée sous un tertre planté d'arbres. Des autels dans le bois sacré environnant étaient desservis à chaque fête du dieu par son clergé. L'accès de cette île était réservé aux seuls prêtres chargés du rite. Ces derniers devaient se purifier pour le culte : ils se rasaient la tête et le corps, se lavaient et recevaient des fumigations rituelles.

## Christianisme orthodoxe

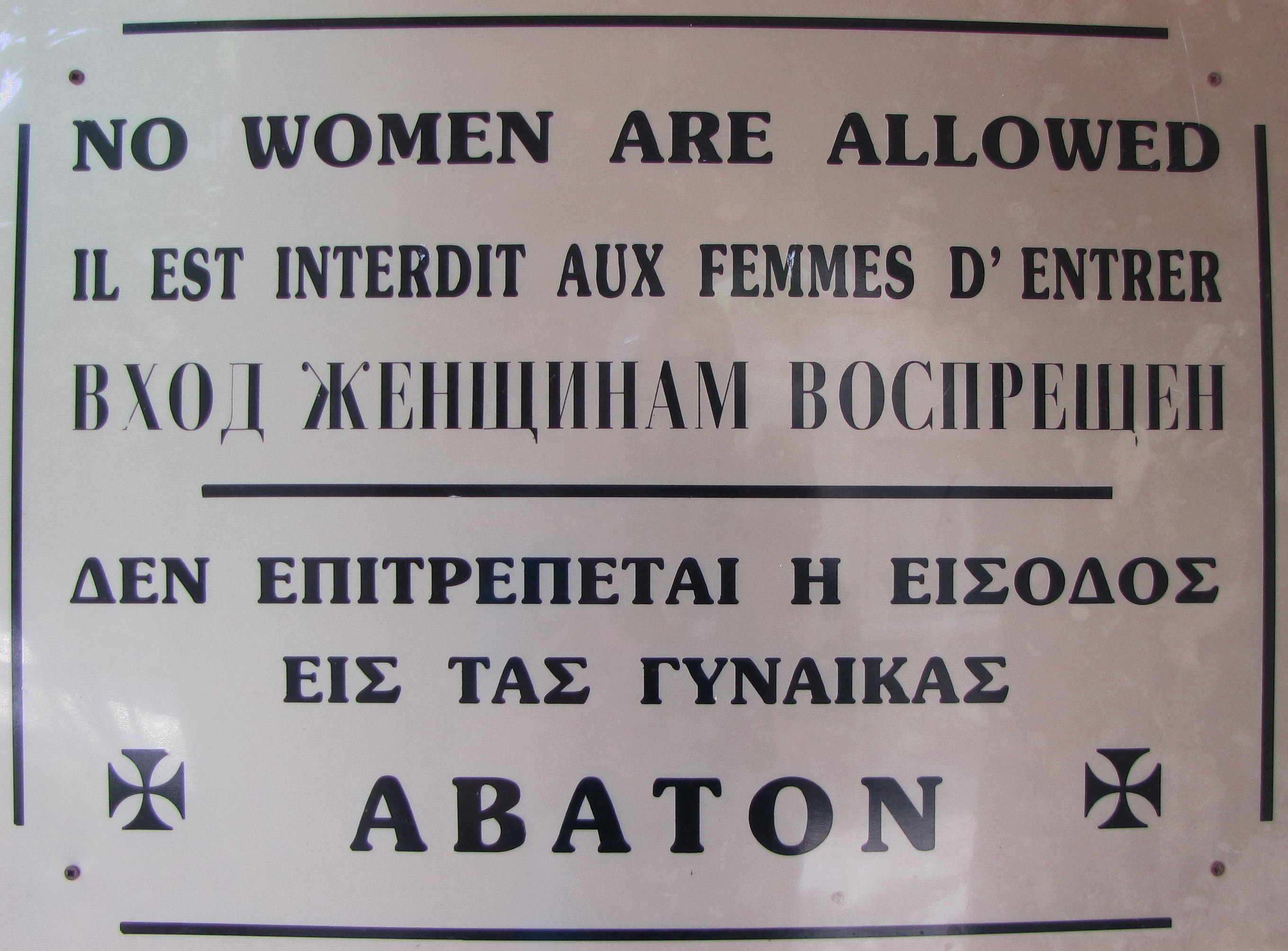
Panneau à l'entrée de l'abaton du.

Le mot est également utilisé par les orthodoxes pour désigner le saint des saints d’une église. Dans le République monastique orthodoxe du Mont-Athos au nord de la Grèce, l'abaton interdit l'accès[réf. nécessaire] de ce territoire aux femmes, aux enfants mineurs, aux eunuques et aux hommes au visage glabre.